# 柴田竜史
柴田 竜史（しばた りゅうじ、1988年5月3日 - ）は、静岡県藤枝市出身の競輪選手。

## 来歴
静岡県立藤枝西高等学校を経て、日本競輪学校（以下、競輪学校）第96期生となる。同期に深谷知広らがいる。競輪学校時代は第2回トーナメントで優勝。在校競走成績は22勝を挙げ第9位。師匠は望月裕一郎（競輪学校第65期生）。
2009年7月11日、静岡競輪場でデビューし2着。初勝利は同年7月25日の青森競輪場。
2011年12月28日、平塚競輪場で行われたヤンググランプリを優勝。